# Visar vägen
Visar vägen är ett musikalbum från 2003 av det svenska punkbandet Mimikry. Den är utgiven på skivbolaget Birdnest. Albumet släpptes i en andra utgåva 2006. På låten Vad gör man? sjunger Stefan Sundström. Med på skivan finns även ett datorspel kallat Mimiwar.

## Låtlista
| Nr  | Titel              | Längd |  |
| --- | ------------------ | ----- |  |
| 1.  | Matilda Järndotter | 2:51  |  |
| 2.  | Den sista resan    | 3:39  |  |
| 3.  | Vandrar vägen      | 3:15  |  |
| 4.  | Jag har en vän     | 3:06  |  |
| 5.  | Armageddon         | 3:03  |  |
| 6.  | Apornas planet     | 3:26  |  |
| 7.  | Nostalgimani       | 3:32  |  |
| 8.  | Knarkdiligensen    | 3:42  |  |
| 9.  | Stannar du kvar    | 4:19  |  |
| 10. | Mimikry            | 2:29  |  |
| 11. | Kannibaler         | 3:43  |  |
| 12. | Vad gör man?       | 5:13  |  |